# Schenkeldijk (Dordrecht)
De Schenkeldijk is een betrekkelijk korte dijk (ongeveer een kilometer lang) in de gemeente Dordrecht, in de Nederlandse provincie Zuid-Holland. De Schenkeldijk loopt in noord-zuidelijke richting van de Zuidendijk naar de Zeedijk/Wieldrechtse Zeedijk (één dijk, die precies op dat punt van naam verandert) en scheidt de Wieldrechtse Polder (westelijk) van de Aloïsepolder (oostelijk). Ten zuiden van de (Wieldrechtse) Zeedijk heeft hij zijn voortzetting in de niet verhoogde Oude Veerweg.
Voorheen stond de dijk in landelijk gebied, en hoewel er vlakbij aan de Zuidendijk wel een buurtschap was, stond en staat aan de Schenkeldijk zelf slechts één huis. In de jaren 70 werden in de Wieldrechtse Polder de wijken Sterrenburg II en III gebouwd. Sindsdien ligt de Schenkeldijk aan de rand van de stadsbebouwing. Aan de oostkant kwam geen bebouwing maar een sportpark. De adressen in dit sportpark vallen onder de straatnaam Schenkeldijk Beneden.
Tot midden jaren 90 was de Schenkeldijk in beide richtingen toegankelijk voor motorvoertuigen. Dit zorgde bijvoorbeeld in weekends, als veel mensen naar De Biesbosch trekken, voor veel verkeer en gevaarlijke situaties. Hierop heeft men de dijk tot fietspad gemaakt; het gemotoriseerd verkeer neemt nu de Schenkeldijk Beneden.

## Sportpark Schenkeldijk
Het Sportpark Schenkeldijk herbergt een aantal sportclubs uit Dubbeldam en Sterrenburg, waaronder voetbalclubs EBOH en VV Dubbeldam, rugbyclub Dordtsche RC, hockeyclub DMHC, tennisclub C.C. en Kringgroep Dordrecht van de Nederlands Boxerclub voor hondentraining.Voorts vinden er wel sportdagen e.d. van basisscholen plaats.